# 資料
資料（しりょう）とは、それを使って何かをするための材料。あることをするうえで基となる材料。特に、研究や調査の基礎となる材料をいう。
歴史学では、研究対象となる時代に書かれた資料やそれを引用・複製した資料を「史料」という。
副教材などで教材の参考とするため関連する資料を集めたものを「資料集」という。

## 資料
地域における資料を扱う主要な機関としては図書館、博物館、公文書館の三つが国立国会図書館の研究によって挙げられている。本項では主にそれぞれの公的機関における資料について記載する。

### 図書館の資料
図書館の資料はオリジナルな情報を一次資料（primary source）とそれを編集、加工した二次資料（secondary source）という区分が一般的になされている。しかし、一次資料についてオリジナルか否かの判断の基準は明確ではなく、むしろ二次資料の情報源となるもの、さらには二次資料ではないという相対的な意味で使われている。
二次資料に対する解釈は大きく2つに分けられる。一次資料を見付け出すための検索ツール（書誌、目録、抄録誌、索引誌など）と一次資料を編集、整理したり、その内容を取捨選択し、評価を加えたりした資料（百科事典、ハンドブックなど）である。前者のみを指して二次資料と呼ぶ場合もある。
一次資料と二次資料の区分は理念的、相対的であるが、図書館の実務においては、資料の別置をするための便宜的な区分として利用される。
資料の取り扱い、検索を目的としてISBD（国際標準書誌記述）統合版に基づいて下記のように資料は分類されている。
内容形式(Content Form)

資料の内容の表現形式

- データセット
- 画像
- 動作
- 複合内容形式
- 音楽
- 物体
- プログラム
- 音声
- 話声
- テキスト
- 他の内容形式

内容特性（Content Qualification) 

種別、動作・次元・知覚特性

- 地図
- 記譜
- 実演
- 動態
- 静態
- 2 次元
- 3 次元
- 聴覚
- 味覚
- 嗅覚
- 触覚
- 視覚

メディア種別（Media Type）

使用する機器の種類

- オーディオ
- 電子
- マイクロ
- 顕微鏡
- 複合機器
- 他の機器
- 映写
- 立体映写
- 機器不用
- ビデオ

上記は図書館における資料の分類である。しかし、資料の分類は学問分野の領域内によって多少異なる。例えば、明治時代の文学を研究している文芸批評家にとっての一次資料とは詩や小説そのものである。他の文芸批評家が書いた評論は二次資料となる。また、新しい抗ガン剤を求めて研究している医学者にとっては実験結果や患者の治験記録を発表した論文が一次資料であり、それらの文献の一覧は二次資料である。こうした一次資料-二次資料…の区分はいくつかの分野でやや異なった意味で使用されているので、以下に例示する。

### 博物館の資料
博物館法の規定に基づく「公立博物館の設置及び運営上の望ましい基準」第3条の定義によれば、博物館（動物園、植物園及び水族館を除く）が収集する資料のうち、「実物又は現象に関する資料」が「一次資料」であり、「一次資料に関する図書、文献、調査資料その他必要な資料」が「二次資料」である。
また一次資料は一次標本資料（標本）と一次製作資料（生き物）に分類され、二次資料は二次標本資料（立体、平面、無形、知覚）と二次製作資料（ジオラマ）に分類されるという見方もある。更に資料はまずモノ資料（実物）と情報資料（関連図書）に分類されるという見方もあり、博物館資料の分類は様々である。

### 公文書館の資料
公文書館とは行政上、歴史上重要な公文書を集中的に保存し一般の利用に供するための公の施設をいう。この項では国立公文書館を例に挙げて、公文書館における資料について記述する。資料は検索しやすいように、各移管元機関等毎にその内容に基づいて、薄冊をグループ化し体系的に整理される。ここで薄冊とは数件の行政文書・司法文書である件名または内閣文庫である細目を１冊に綴じたものを指す。例えば国立公文書館では以下のようにグループが分かれている。
- 行政文書 - 府省庁より当館に移管された公文書。移管元機関、移管年度等により、分類・整理される。
- 司法文書 - 司法機関より移管された文書と平成１２年度から平成２２年度までに各大学から受け入れた民事判決原本から構成されている。
- 法人文書 - 独立行政法人等から国立公文書館に移管された文書。
- 寄贈・寄託文書 - 国立公文書館に寄贈又は寄託された文書。
- 内閣文書 - 旧内閣文庫所蔵の古典籍・古文書など。

### 調査・統計
各種の調査・統計において、研究者や機関が直接調べた生（なま）のデータを一次資料と呼び、そのデータを分析して得られた論文や著作を二次資料と呼ぶ。例えば、論文を書く際には「他人が調べた結果（二次資料）を見るだけでなく、必ず一次資料に当たれ」などと指導される。

### 医療
実験に基づく専門的な研究論文（海外文献も含む）を一次資料と呼び、論文の索引類を二次資料と呼ぶ。また、医療関係者が日ごろ実務的に手にする書籍・教科書・ガイドブック類を三次資料ということもある。

### 歴史学
歴史学においては、「史料」という用語が使われる。
同時代の人間による生の史料を一次史料と呼び、後世の編纂物などを二次史料と呼ぶ。例えば、上杉謙信の残した書状や感状などは一次史料であり、米沢藩が一次史料を元にまとめた『上杉年譜』は二次史料である。これは史料のオリジナル性（当事者によるその当時のものかどうか）を基準にした場合の区分である。

### インターネット資料
公的機関の発行する報告書などの重要な資料が、紙媒体からウェブ情報に移行していることを受け、それらをインターネット資料としてデジタルアーカイブする動きが見られる。国立国会図書館ではWARPという事業の中で取り組んでいる。ただし発信者の許諾なしには情報を収集しておらず、あくまで公益法人、私立大学、政党、国際的・文化的イベント、東日本大震災に関するウェブサイト、電子雑誌などを主な対象としている。